# Atjoni
Atjoni is een dorp Suriname. Het ligt aan de linkeroever van de Boven-Surinamerivier, kort voor de monding in het Brokopondostuwmeer. Atjoni wordt ook wel als naam van samenstel met het dorp Pokigron gebruikt, dat er direct naast ligt, vanwege de belangrijke aanlegkade voor korjalen als vertrekpunt naar de dorpen stroomopwaarts. Dit zijn de laatste dorpen die nog over de weg vanuit Paramaribo te bereiken zijn.
Atjoni beschikt over een mulo/lob-school, een ziekenhuis, een politiepost en een gebouw met verschillende overheidsdiensten.

## Aanlegkade

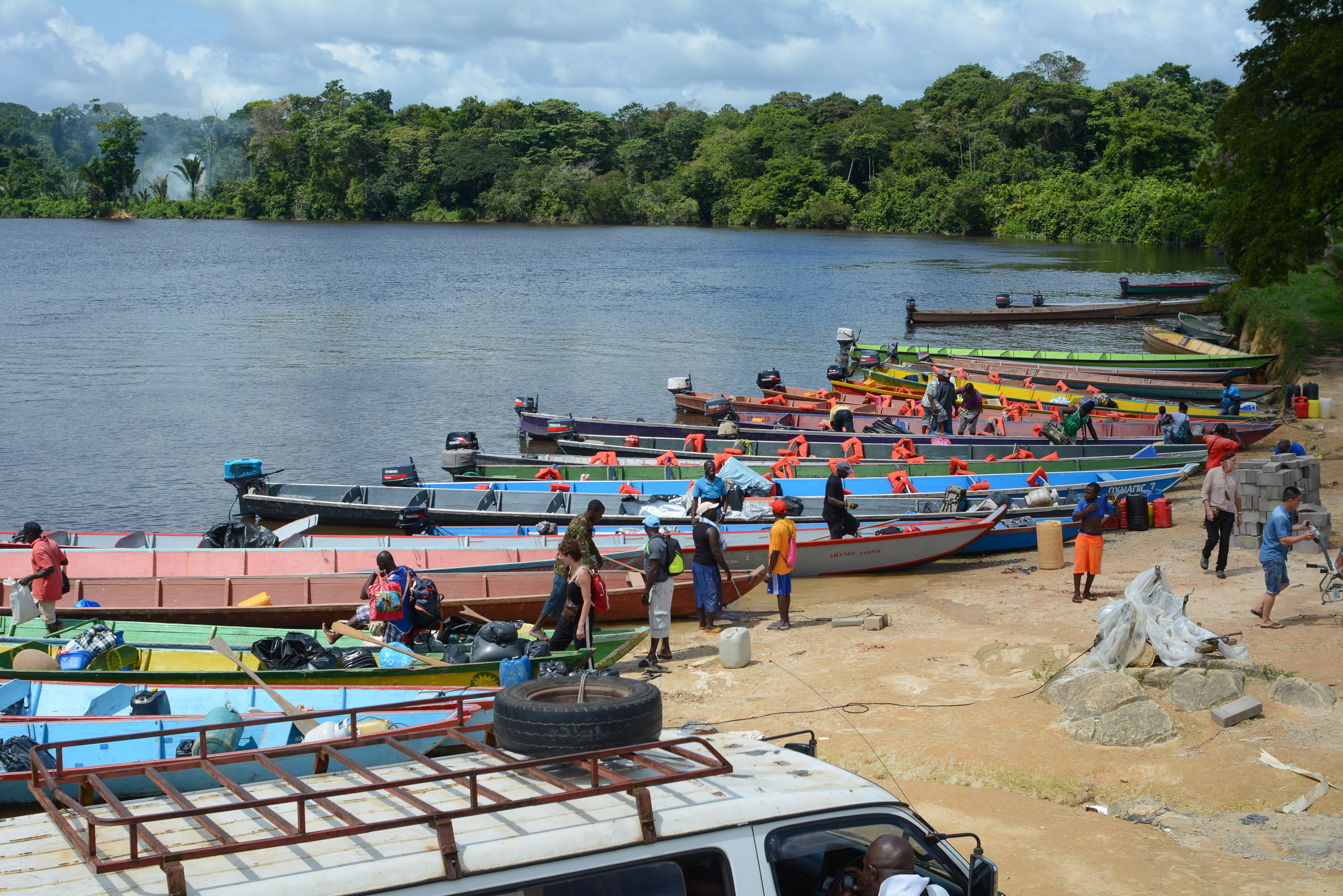
De aanlegkade in 2014

Atjoni is de landingsplaats waar de korjalen uit het binnenland aanleggen en waar de personen en goederen uit- en inladen, die door vrachtwagens, busjes en Jumbo's (voor het personenvervoer omgebouwde DAF-trucks) worden aan- en afgevoerd. Goederen worden overgeladen van trucks op boten, om uiteindelijk rivieropwaarts hun bestemming te bereiken.
Atjoni heeft sinds 2018 een terras dat bestemd is voor toeristen en voor sociale en culturele bijeenkomsten van de inwoners. Tevens dient het als inzamelingspunt van flessen.

## Streekziekenhuis Atjoni
In het dorp staat het Streekziekenhuis Atjoni dat sinds 2023 open is voor de regio. Het werkt samen met de Medische Zending en beschikt over een kinderafdeling, laboratorium en een apotheek.
Er zijn diverse laboratoriumtesten mogelijk, waaronder chemische, hematologische, urinaire en serologische/immunologische testen.
Abenaston · Adawai · Akisiaman · Akwaukondre · Amakakondre · Asenbaso · Asidonhopo · Atjoni · Aurora · Begoeba · Begoon · Bekiokondre · Bendikwai · Bendiwata · Biudoematoe  · Bofokoele · Botopasi · Dan · Dangogo · Daume · Debikè · Deboo · Djemongo · Djoemoe · Duwatra · Foetoenakaba · Gingiston · Goddo · Godowatra · Goejaba · Gran Slee · Grantatai · Gunsi · Heikoenoenoe · Jawjaw · Kaajapati · Kajana · Kambaloea · Kampoe · Koonoo · Kuututen · Ladouanie · Lespansi · Ligorio · Malobi · Malroseekondre · Masiakriki · Moitori · Nazaleti · Nieuw-Aurora · Padalafanti · Pambo Oko · Pikin Slee · Pingpe · Pokigron · Saloebanga · Semoisi · Soolan · Stonhoekoe · Tjaikondre · Toemaripa · Toetoeboeka